# Cretanaides trogopterus
Cretanaides trogopterus is een keversoort uit de familie Hybosoridae. De wetenschappelijke naam van de soort is voor het eerst geldig gepubliceerd in 1996 door Nikolajev.